# 石橋停留場
石橋停留場（日语：／ Ishibashi teiryūjō */?），又稱石橋電車站，是位於長崎縣長崎市大浦町，長崎電氣軌道大浦支線的電車站（終點站）。車站編號為51。

## 歷史
在1916年（大正5年）第二期線開通時，此臨時終點（出雲町臨時終點）啟用。在1917年（大正6年）以出雲町停留場（日语：／）的名義正式啟用。在啟用時此電車站已經是支線的終點。電車站名在1930年（昭和5年）改名為大浦石橋停留場（日语：／）。在1983年（昭和58年）改名為石橋停留場。但是，從前在路線牌上沒有「石橋」目的地。

### 年表
- 1916年（大正5年）12月27日 - 第二期線開通，出雲町臨時終點啟用[1][2]。
- 1917年（大正6年）6月4日 - 臨時終點廢止[1]，同時電車站遷移後開設出雲町停留場[2]。
- 1930年（昭和5年）4月 - 電車站改名為大浦石橋停留場[2]。
- 1983年（昭和58年）6月10日 - 電車站改名為石橋停留場[2]。
- 1997年（平成9年）3月4日 - 電車接近顯示器開始使用[7]。
- 2002年（平成14年）2月20日 - 下車專用月台進行裝修。乘車專用月台在3月30日進行裝修[8]。

## 電車站構造
電車站是建造在專用路軌上。電車站設有2面1線的低地台相對式月台。路軌敷設在與大浦川和道路並行的位置上。在離開電車站後會進入共用路軌區間。靠近道路一側為下車月台，靠近河流一側為乘車月台。月台全長30米（包含斜道）。
電車站附近的道路比較狹窄，因此在2002年（平成14年）才設置乘車月台。在設置該月台後，前中門的車輛（360形和500形等）開始可以使用此電車站。另外，同時把電車站進行裝修，包括更換月台上蓋。

### 運行系統
此電車站是大浦支線電車站之一。當中5系統駛入此站。

## 使用狀況
根據「長崎電軌」的調査，以下為1日的上下車人次資料。
- 1998年 - 3,059人[4]
- 2015年 - 2,000人[13]

## 電車站周邊
電車站鄰近前往哥拉巴園的斜行升降機和格洛弗天空路。周邊較多住宅。
在路線終端後方設有陡峭的山坡，因此沒有計劃把路線延伸。
- 孔子廟
- 東山手
- 長崎巴士（日语：長崎自動車）「石橋」巴士站（大平橋、田上方向）

## 相鄰電車站
長崎電氣軌道
大浦支線（■5號系統） 
大浦天主堂（50）－石橋（51）

## 注腳
1. 1 2 3  100年史，第128-129頁.
2. 1 2 3 4 5 6  今尾 2009，第57頁.
3. ↑  100年史，第126頁.
4. 1 2  田栗 & 宮川 2000，第66頁.
5. 1 2 3  田栗 & 宮川 2000，第67頁.
6. 1 2 3 4 5 6 7  田栗 2005，第96頁.
7. ↑  100年史，第198頁.
8. ↑  田栗 2005，第156頁.
9. ↑  100年史，第130頁.
10. 1 2  川島 2013，第49頁.
11. ↑  川島 2007，第123頁.
12. 1 2  田栗 2005，第95頁.
13. 1 2  100年史，第125頁.
14. 1 2 3  100年史，第123頁.